# Laurepa piedrasense
Laurepa piedrasense är en insektsart som beskrevs av Otte, D. och Perez-gelabert 2009. Laurepa piedrasense ingår i släktet Laurepa och familjen syrsor. Inga underarter finns listade i Catalogue of Life.